# MOOSE

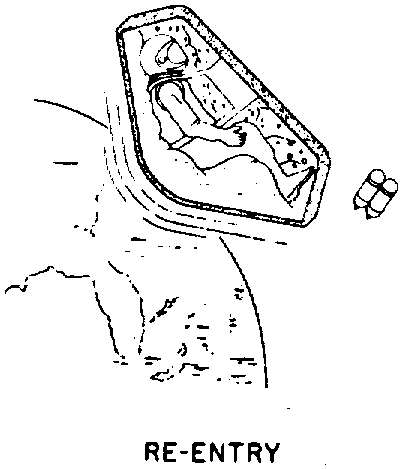
MOOSE beim Wiedereintritt in die Erdatmosphäre

MOOSE (Apronym für Man Out Of Space Easiest oder Manned Orbital Operations Safety Equipment) war ein geplantes Rettungssystem für Astronauten, die in einer Erdumlaufbahn ihr Raumschiff aufgeben mussten. Es wurde in den frühen 1960er Jahren von General Electric für die NASA entwickelt und sollte eine schnelle und einfache Rettung ermöglichen. Der Astronaut sollte dabei in einer mit PU-Schaum gefüllten Kunststoffhülle vor der Hitze des Wiedereintritts in die Erdatmosphäre geschützt werden und anschließend per Fallschirm landen. Das Entwicklungsprogramm war für den Einsatz in der X-20 Dyna-Soar und militärischen Raumstationen wie dem Manned Orbiting Laboratory geplant, kam aber nach deren Aufgabe über eine frühe Testphase nicht hinaus und wurde schließlich eingestellt.

## Aufbau und Einsatz

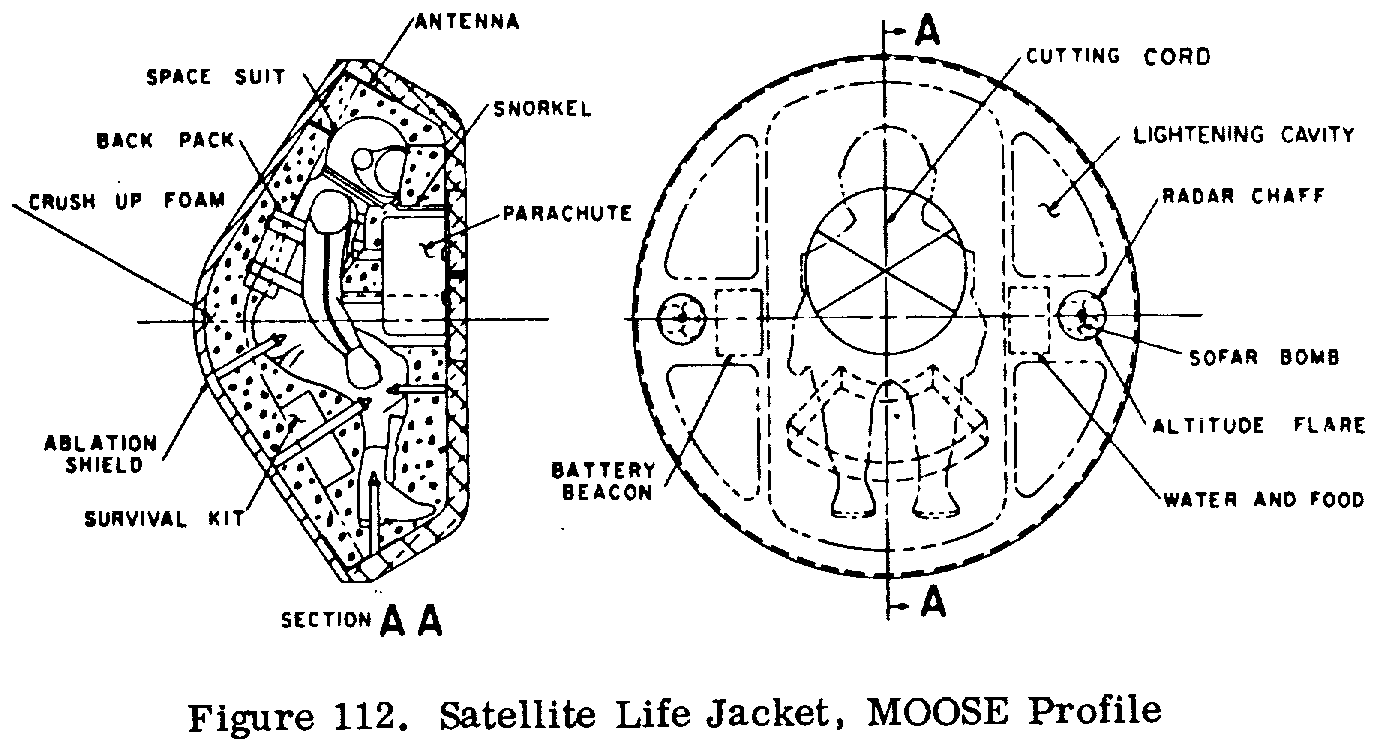
Aufbau von MOOSE

Als Rettungskapsel für eine Person musste MOOSE klein und leicht aufgebaut sein, bei der Entwicklung wurde das Konzept „minimum weight to do the job“ (‚minimales Gewicht, um die Arbeit zu erledigen‘) verfolgt. Von den Entwicklern des Konzepts wurde MOOSE als Beispiel für eine „satellite life jacket“ (‚Satelliten-Rettungsweste‘) herangezogen, neben den größeren Alternativen „satellite life raft“ (‚Satelliten-Rettungsfloß‘) und „satellite lifeboat“ (‚Satelliten-Rettungsboot‘). Wie beim Vorbild soll es damit dem Astronauten möglich gemacht werden, für kurze Zeit in einer lebensfeindlichen Umgebung zu überleben. Zur Rettung sollen vor allem seine eigenen Ressourcen eingesetzt werden. Mögliche Notfälle, die eine Aufgabe des Raumschiffs nötig machen können, sind Kollisionen mit Meteoroiden oder anderen Raumschiffen, Verlust von Treibstoff, Luft oder Wasser oder das Versagen von Energieversorgung oder Antriebssystemen.
MOOSE bestand aus einer Kunststoffhülle und einem faltbaren Hitzeschild aus Elastomer mit 1,8 m Durchmesser, war 0,87 m hoch und wog etwa 215 kg (473 lb). Der in Not geratene Astronaut sollte einen Raumanzug anlegen und sich MOOSE an den Körper schnallen. Nach dem Verlassen seines Raumschiffs benutzte er Gasdüsen, um die richtige Orientierung für das Zünden der integrierten Bremsraketen einzunehmen. Zum Finden der korrekten Ausrichtung sollte ein einfaches Visier zum Einsatz kommen; im Voraus berechnete Parameter des Bremsmanövers wurden von einer Tabelle abgelesen.

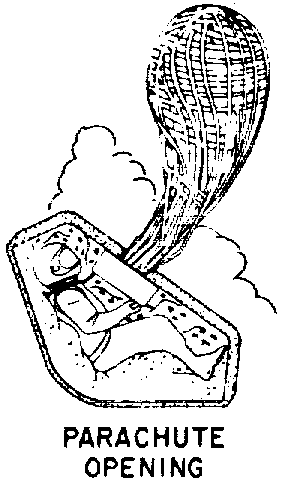
Auslösen des Fallschirms

Nach dem Zünden der Bremsrakete war der Astronaut auf dem Weg zurück in die Atmosphäre. Er nahm dann die passende Ausrichtung für den Wiedereintritt ein, versetzte die Kapsel in eine leichte Rollbewegung und entfaltete mit einer Reißleine den Hitzeschild. Aus Tanks wurde Schaum freigesetzt, der den Leerraum in der Kunststoffhülle auffüllte. Dichter Schaum mit etwa 800 kg/m³ (50 lb/ft³) diente als ablativer Hitzeschild, weniger dichter Schaum mit etwa 48 kg/m³ (3 lb/ft³) schloss die Kapsel nach hinten ab und sehr leichter Schaum mit nur etwa 16 kg/m³ (1 lb/ft³) polsterte den Insassen, um ihn vor den großen Kräften (maximal etwa 7g) beim Wiedereintritt zu schützen. Die Form der Rettungskapsel war so gewählt, dass sie aerodynamisch sehr stabil war und sich schon früh beim Wiedereintritt korrekt orientierte.
Kurz vor dem Eintritt in die obere Atmosphäre sollte ein Leuchtsignal abgeworfen und ein Peilsender aktiviert werden. Nach Abklingen der größten Hitze beim Wiedereintritt wurden eine weitere Leuchtfackel sowie Düppel zur Radarortung freigesetzt. In einer Höhe von etwa 9 km (30.000 ft) löste ein Luftdruckschalter einen am Brustkorb getragenen Fallschirm aus, der den Schaum teilweise durchtrennte und Hände und Arme des Piloten freigab. Am Fallschirm hängend sollte er dann mit einer Aufprallgeschwindigkeit von unter etwa 9 m/s (33 km/h bzw. 30 ft/s) landen. Die Schaumkapsel diente dabei auch als Knautschzone, um die Landung abzufedern, und funktionierte gleichzeitig als Schwimmkörper. Alternativ konnte der Pilot noch in der Luft die Schaumhülle abwerfen und ohne sie landen. Im Falle einer Wasserung sollten SOFAR-Bomben die Ortung erleichtern. Anschließend sollte sich der Astronaut aus dem MOOSE-System befreien und unterstützt durch eine Überlebensausrüstung auf die Rettung warten.

## Erprobung

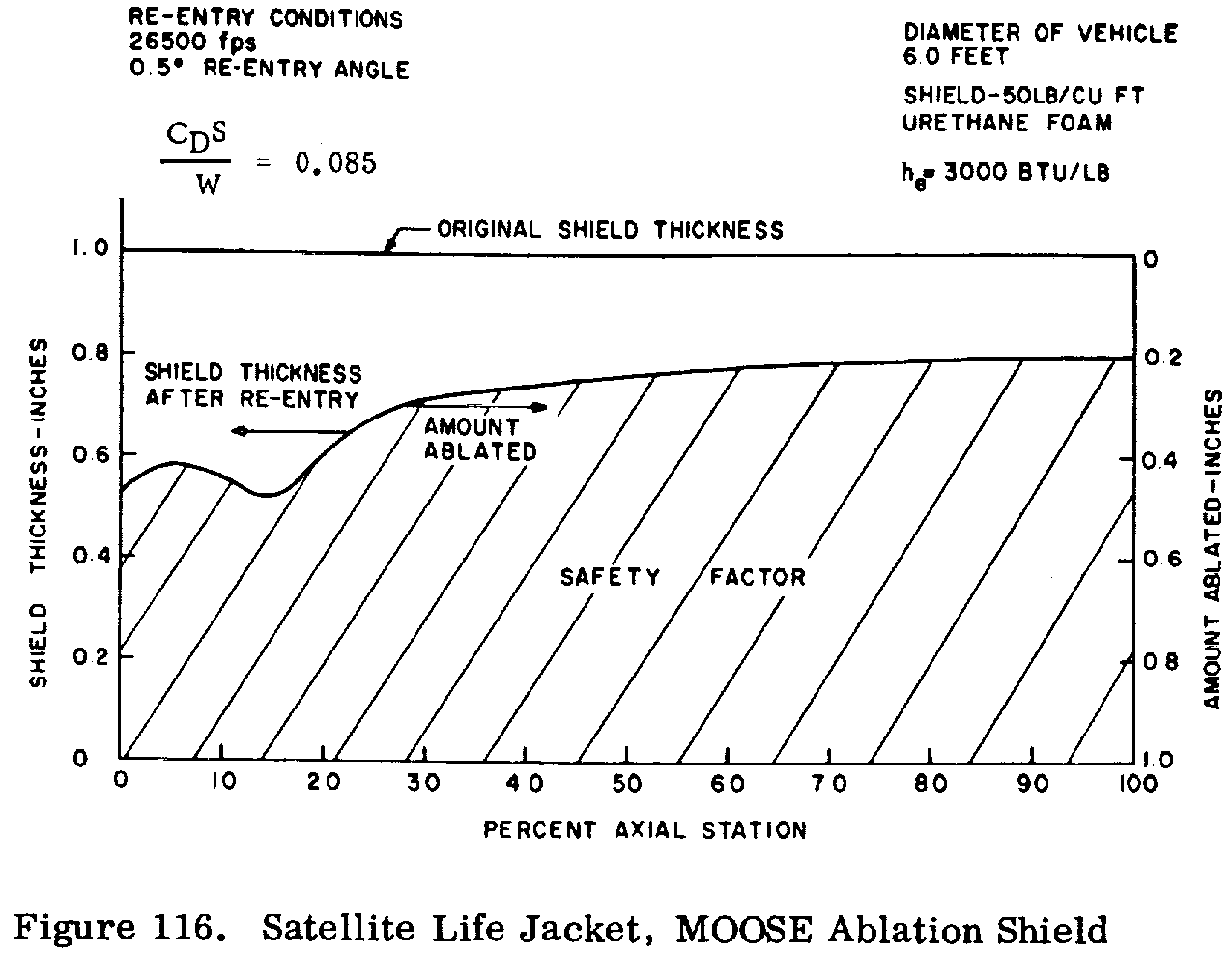
Simulierter Abtrag des Hitzeschilds

Es wurden einige Tests und Simulationen des MOOSE-Systems durchgeführt. Versuche von General Electric ergaben eine Temperatur des Schaumkerns von über 100 °C beim simulierten Wiedereintritt, es gab aber keinen Hitzetransfer zum Astronauten. Als ablatives Material wurde PU-Schaum in einem Überschall-Windkanal mit guten Ergebnissen getestet. Zum leichteren Aussteigen aus der Schaumschale wurde etwas Rizinusöl in die Schaummischung gegeben. In einem Test sprang eine Versuchsperson mit MOOSE von einer 6 m hohen Brücke in einen Fluss, landete unbeschadet und schwamm sicher davon. Versuche aus realistischen Höhen für einen Wiedereintritt wurden nicht durchgeführt.